# Leucauge cordivittata
Leucauge cordivittata är en spindelart som beskrevs av Embrik Strand 1911. Leucauge cordivittata ingår i släktet Leucauge och familjen käkspindlar. Inga underarter finns listade i Catalogue of Life.